# Giải NBRMP cho kịch bản gốc hay nhất
Giải NBRMP cho kịch bản gốc hay nhất là một giải của NBRMP dành cho kịch bản gốc của một phim, được bầu chọn là hay nhất. Giải này được lập từ năm 2003.

## Các kịch bản phim đoạt giải
| Năm  | Kịch bản phim                         | Soạn giả                      |
| ---- | ------------------------------------- | ----------------------------- |
| 2003 | In America                            | Jim, Kirsten & Naomi Sheridan |
| 2004 | Eternal Sunshine of the Spotless Mind | Charlie Kaufman               |
| 2005 | The Squid and the Whale               | Noah Baumbach                 |
| 2006 | Stranger than Fiction                 | Zach Helm                     |
| 2007 | Juno                                  | Diablo Cody                   |
| 2007 | Lars and the Real Girl                | Nancy Oliver                  |
| 2008 | Gran Torino                           | Nick Schenk                   |